# 七星崗駅
七星崗駅（ななせいこうえき）は、中華人民共和国重慶市渝中区に位置する重慶軌道交通1号線、10号線の駅である。駅番号は1号線が103、10号線が1006。

## 駅構造
両路線とも島式1面2線の駅である

### 1号線
| 至朝天門 | ←      | 上り | ← |        |
|          | ホーム |      |   |        |
|          | →      | 下り | → | 至璧山 |

### 10号線
| 至蘭花路 | ←      | 上り | ← |            |
|          | ホーム |      |   |            |
|          | →      | 下り | → | 至王家荘駅 |

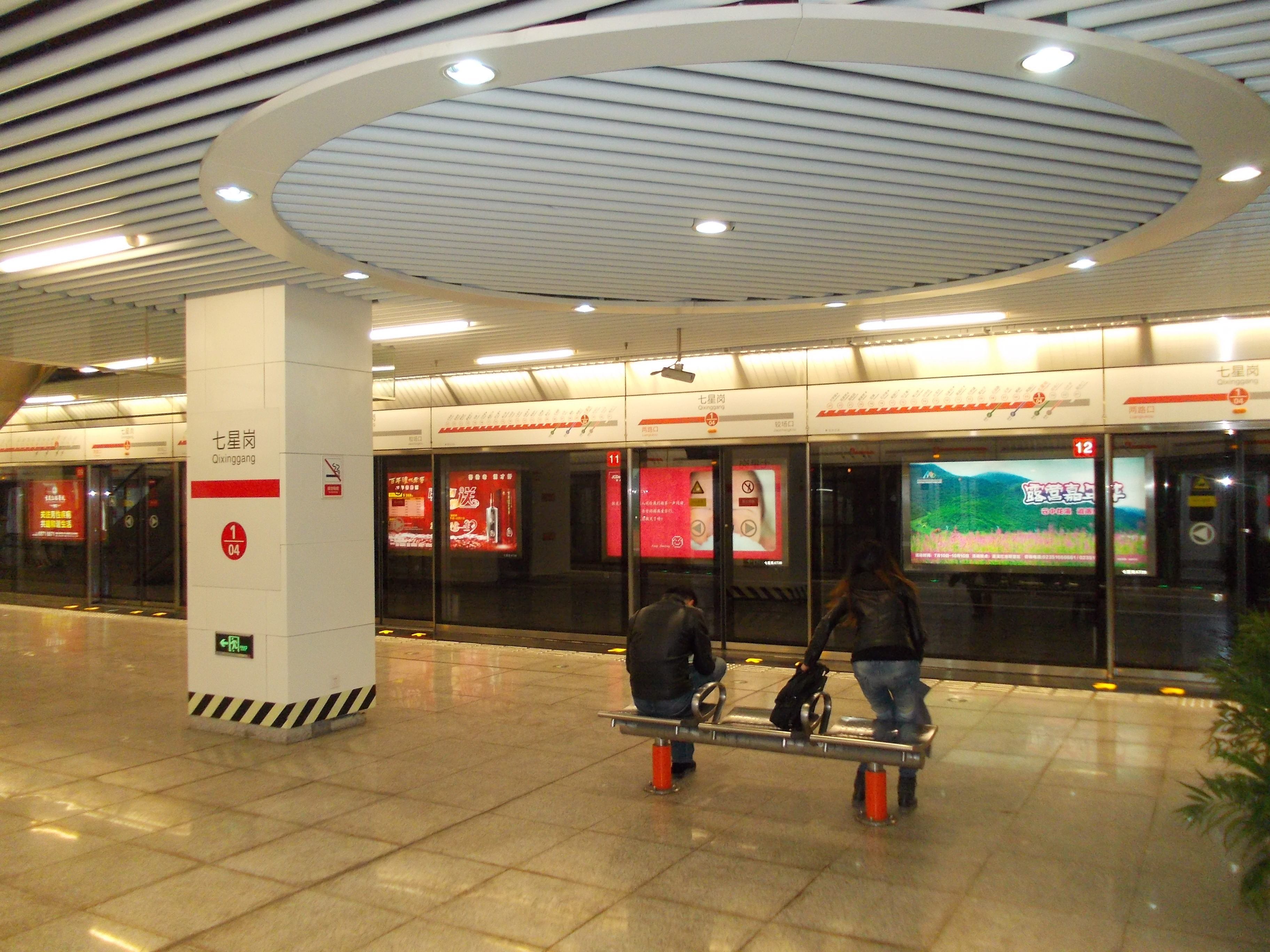
1号線ホーム
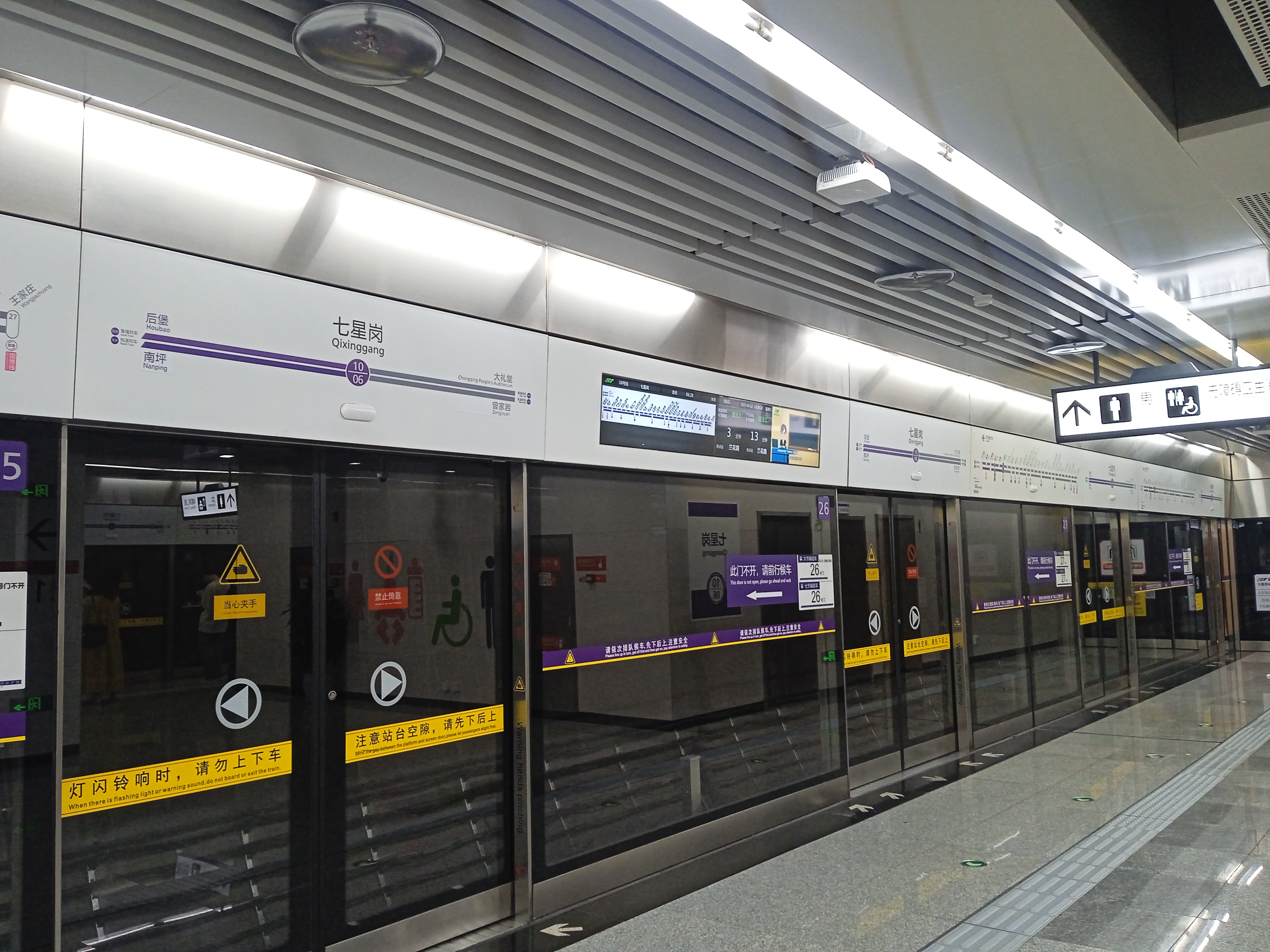
10号線ホーム

## 隣の駅
| 重慶軌道交通1号線  | 重慶軌道交通1号線 | 重慶軌道交通1号線 |
| ------------------ | ----------------- | ----------------- |
| 較場口 朝天門方面  |                   | 両路口 璧山方面   |
| 重慶軌道交通10号線 |                   |                   |
| 後堡 蘭花路方面    |                   | 大礼堂 王家荘方面 |